# Kozace, Ciutove
Kozace (în ucraineană Козаче) este un sat în comuna Fîlenkove din raionul Ciutove, regiunea Poltava, Ucraina.

## Demografie
Componența lingvistică a localității Kozace
     Ucraineană (92%)
Conform recensământului din 2001, majoritatea populației localității Kozace era vorbitoare de ucraineană (92%), existând în minoritate și vorbitori de alte limbi.